# Jarząb szwedzki
Jarząb szwedzki (Sorbus intermedia) – gatunek drzewa należącego do rodziny różowatych. Występuje w Europie. W Polsce osiąga południową granicę; w stanie dzikim występuje tylko na Pomorzu – w lasach nad Bałtykiem, między Kołobrzegiem a Gdynią. Coraz częściej spotykany w lasach i zaroślach niemal całej Polski za sprawą rozsiewania się drzew uprawianych na terenach zieleni. W północnych i północno-wschodnich Niemczech i w zachodniej Polsce jest nierzadkim drzewem alejowym przy ulicach i w zadrzewieniach śródpolnych.
Gatunek jest utrwalonym mieszańcem poliploidalnym jarzębu pospolitego (S. aucuparia), jarzębu mącznego (S. aria) i jarzębu brekini (S. torminalis).

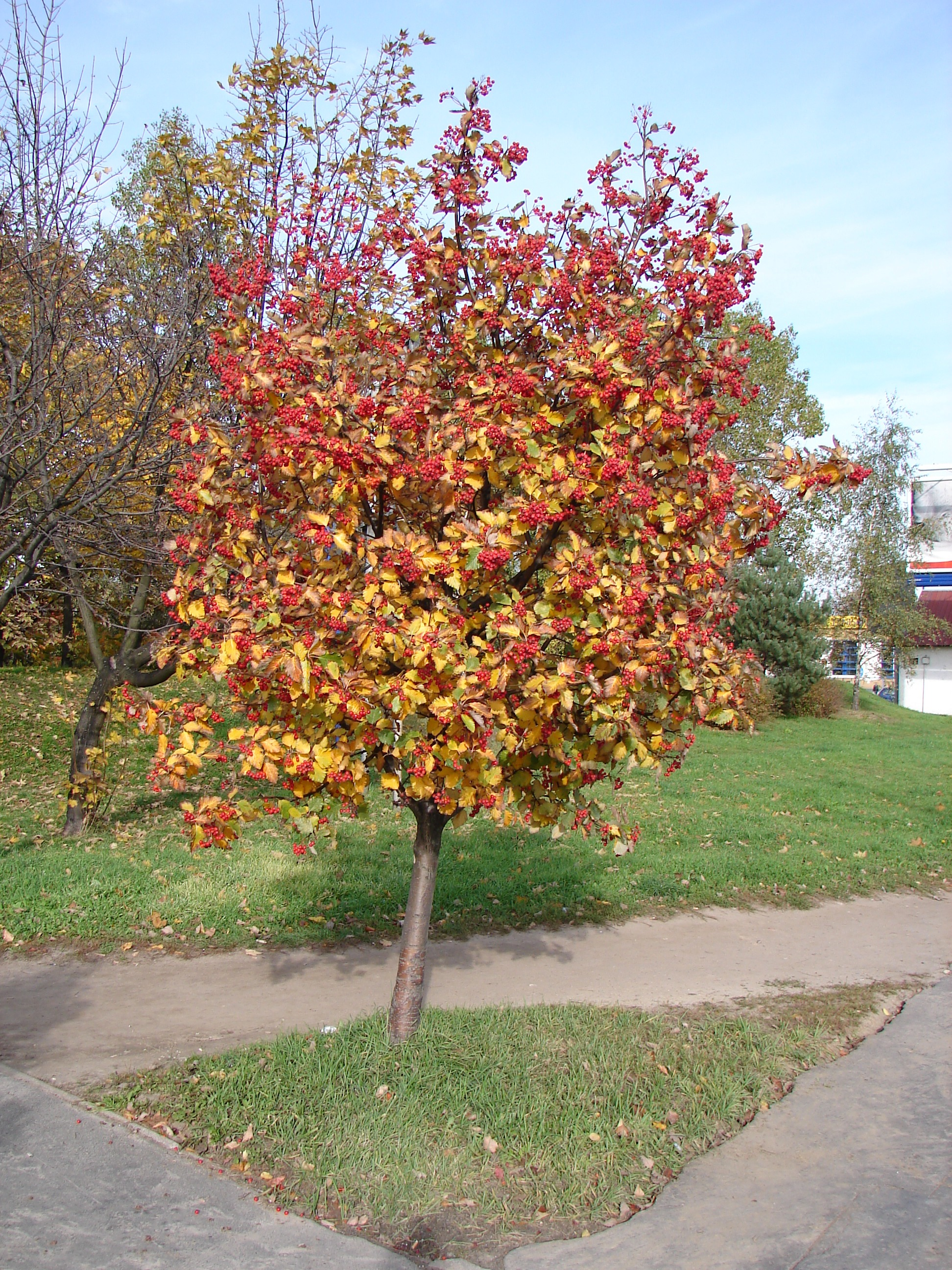
Pokrój drzewa

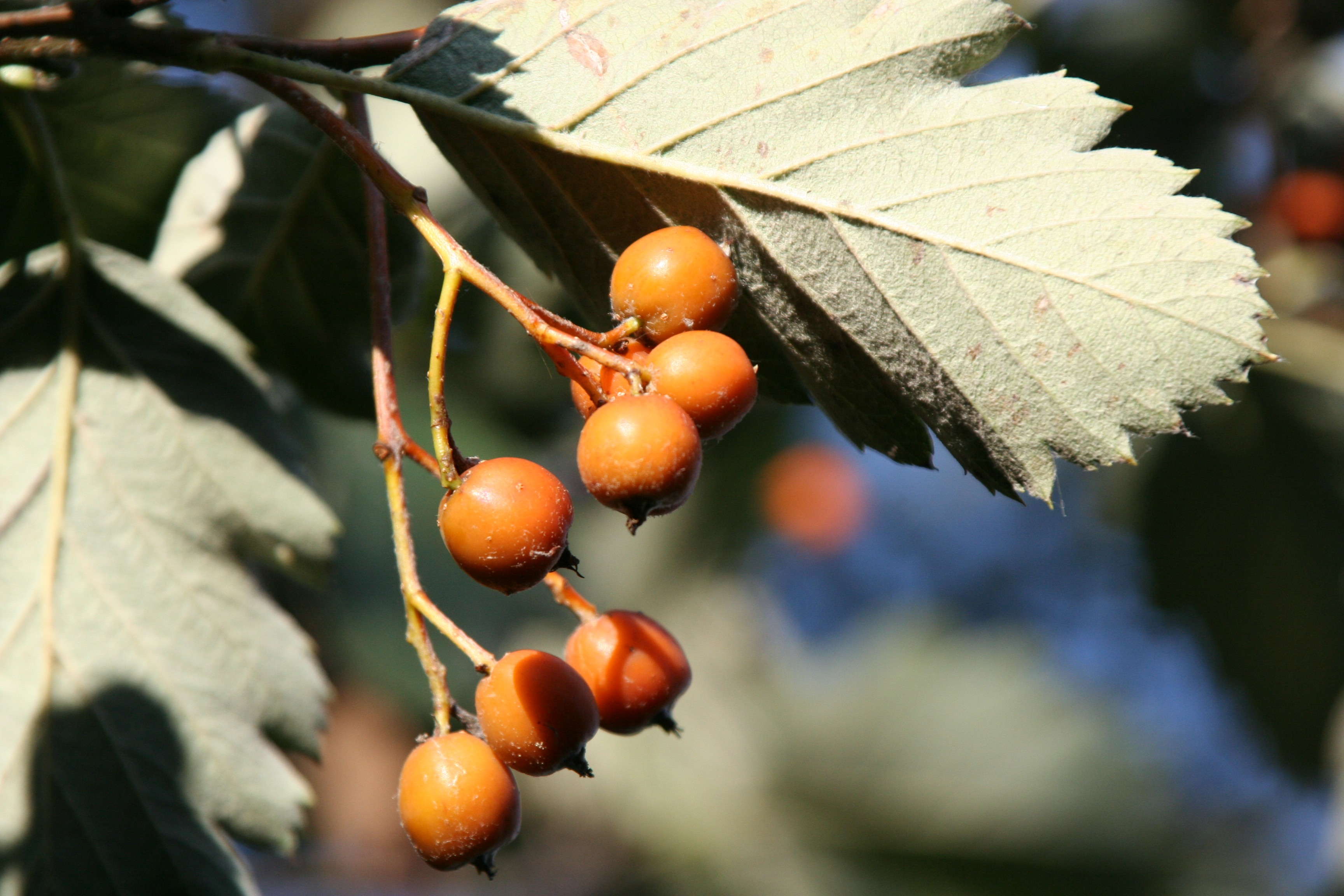
Owoce

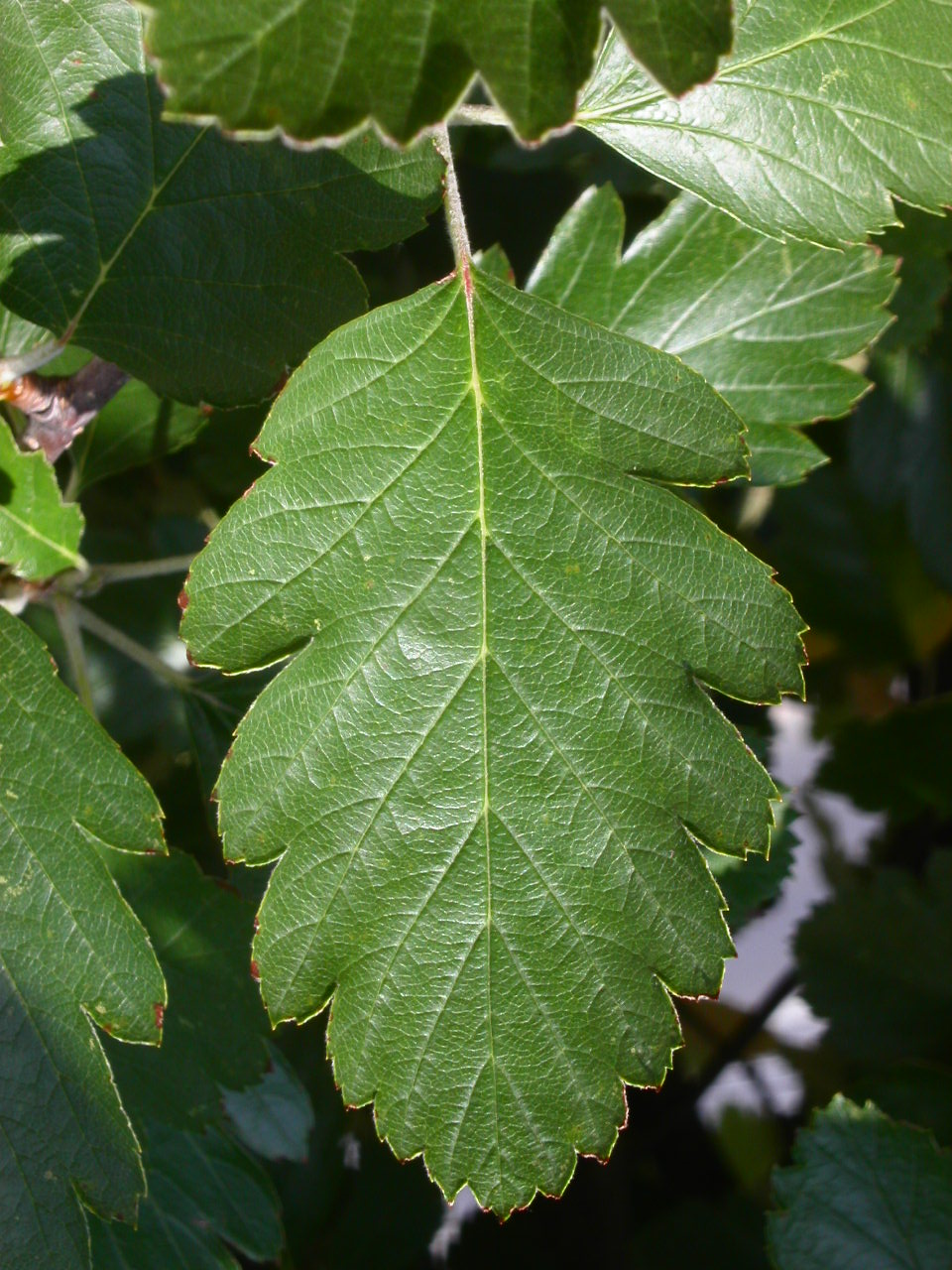
Liść

## Morfologia
PokrójWysoki krzew lub drzewo do 15 – 20 m o szerokiej, regularnej koronie.
PędyMłode pędy szaro, filcowato owłosione, w drugiej połowie lata i jesienią nagie. Pąki zielonkawe lub brązowe, lepkie, owłosione na brzegach łusek.
LiściePojedyncze, eliptyczne lub odwrotnie jajowate, długości 6 – 10 cm, pierzastowrębne i piłkowane, z 5–8 parami nerwów, u podstawy szeroko klinowate, z wierzchu ciemnozielone, dolna strona liści szaro, filcowato owłosiona. Kształt liści bardzo zmienny.
KwiatyKwiatostany owłosione, szerokości do 10 cm. Kwitnie w maju.
OwocePrawie kuliste, pomarańczowoczerwone, średnicy do 13 mm, dojrzewają we wrześniu, październiku.

## Zastosowanie
Roślina ozdobna. Jarząb ten jest często uprawiany na terenie całego kraju. Mało wymagający w stosunku do gleby, jednak na siedliskach uboższych zwykle rośnie krzaczasto. Wymaga pełnego oświetlenia. Ozdobny jest ze względu na liście, regularną koronę, barwne owoce. Jest odporny na zarazę ogniową.

## Zagrożenia i ochrona
Roślina objęta jest na stanowiskach naturalnych w Polsce ścisłą ochroną gatunkową. 
Informacje o stopniu zagrożenia na podstawie Polskiej Czerwonej Księgi Roślin oraz polskiej czerwonej listy – gatunek zagrożony (kategoria zagrożenia EN). Głównym źródłem zagrożenia gatunku jest gospodarka leśna i bezpośrednie tępienie gatunku, jako drzewa o małej użyteczności.